# منگرییو
منگرییو (به اسپانیایی: Monegrillo) یک دهستان در اسپانیا است که در استان ساراگوسا واقع شده‌است. منگرییو ۱۸۳ کیلومتر مربع مساحت و ۴۹۵ نفر جمعیت دارد.